# Stigmaphyllon ellipticum
Stigmaphyllon ellipticum là một loài thực vật có hoa trong họ Malpighiaceae. Loài này được (Kunth) A.Juss. miêu tả khoa học đầu tiên năm 1840.